# Kútvölgyi Boldogasszony-kápolna
A Kútvölgyi Boldogasszony-kápolna Budapest XII. kerületének Kútvölgy városrészében, a Felső Svábhegyi út és a Városkúti út találkozásánál, a Regőczi István téren található. Az eredeti 18. századi kápolna köré 1990-ben egy nagyobb kápolnát építettek, a Magyarság engesztelő kápolnáját, majd 1998-ban zarándokház is épült Táborhegyen zarándokház néven.

## Története
Az eredeti kápolnát 1753-ban a Svábhegy oldalának szőlői között található mély kút, mai nevén Mária-kút mellé építették. A zarándokhely létét egy 1753-ban történt csodának köszönheti. Ekkor egy szőlősgazda gyermeke lovas kocsival hajtott lefelé a hegyoldalban, mikor a szekérbe fogott lovak megbokrosodtak az felborult és a gyerek a kútba esett. A lovakat megtalálták, de a gyermeket csak később találták meg a kútnál, aki azt mesélte, hogy egy csudálatos szépségű asszony palástja tartotta a kút vizének felszínén. 
Még ebben az évben megépült a kút mellett a Segítő Szűz Mária tiszteletére az első kápolna. A mai is álló kápolna egy kis, téglalap alaprajzú nyeregtetős épület. A kápolnát záró vasajtó szintén eredeti. 
A csuda hírének terjedésével a kápolna fontos zarándokhellyé vált és a Mária ünnepekre a 19. század folyamán már zarándokok százai érkeztek, nem csak Pestről, hanem az ország távolabbi részeiről és még külföldről is.
A telket, amelyen a kápolna áll, 1969-ben Regőczi István atya (több hívő adományának segítségével) megvásárolta. Regőczi atya 1970-ben egy nagyobb fa épülettel, fa kápolnával, vette körül az eredeti épületet. Ekkor már a kápolna kegyképe egy 17. századi spanyol festő alkotása volt: Mária a gyermek Jézussal. A kápolna falait különböző neves művészek alkotásai díszítették.
A fakápolnát a rendszerváltást követően lebontották és 1990-ben sóskúti mészkőből felépült a Magyarság Engesztelő Kápolnája, ezt a ma is álló kápolnát 1990 december 8-án dr. Katona István váci segédpüspök szentelte fel. Ennek a kápolnának lett a szentélye az eredeti 1753-ban épült kis kőkápolna. Ekkor a kápolna mellett álló Mária-kutat fallal veszik körül, egy kis kerengőt kialakítva. A kutat felújították és 1991-ben a kerengő falára belga zarándokok által ajándékozott carrarai márványból készült 12 keresztúti állomás került.
A kápolna melletti területen 1998-ban épült fel a "Táborhegyen" zarándokház. Ezt az épületet 1998 december 8-án Karl Josef Rauber bíboros szentelte fel. A ház központi nagy termét szintén jelentős alkotók festményei díszítik. A nagyteremből lépcső vezet Mindszenty József bíboros emlékszobájába.

## Képgaléria

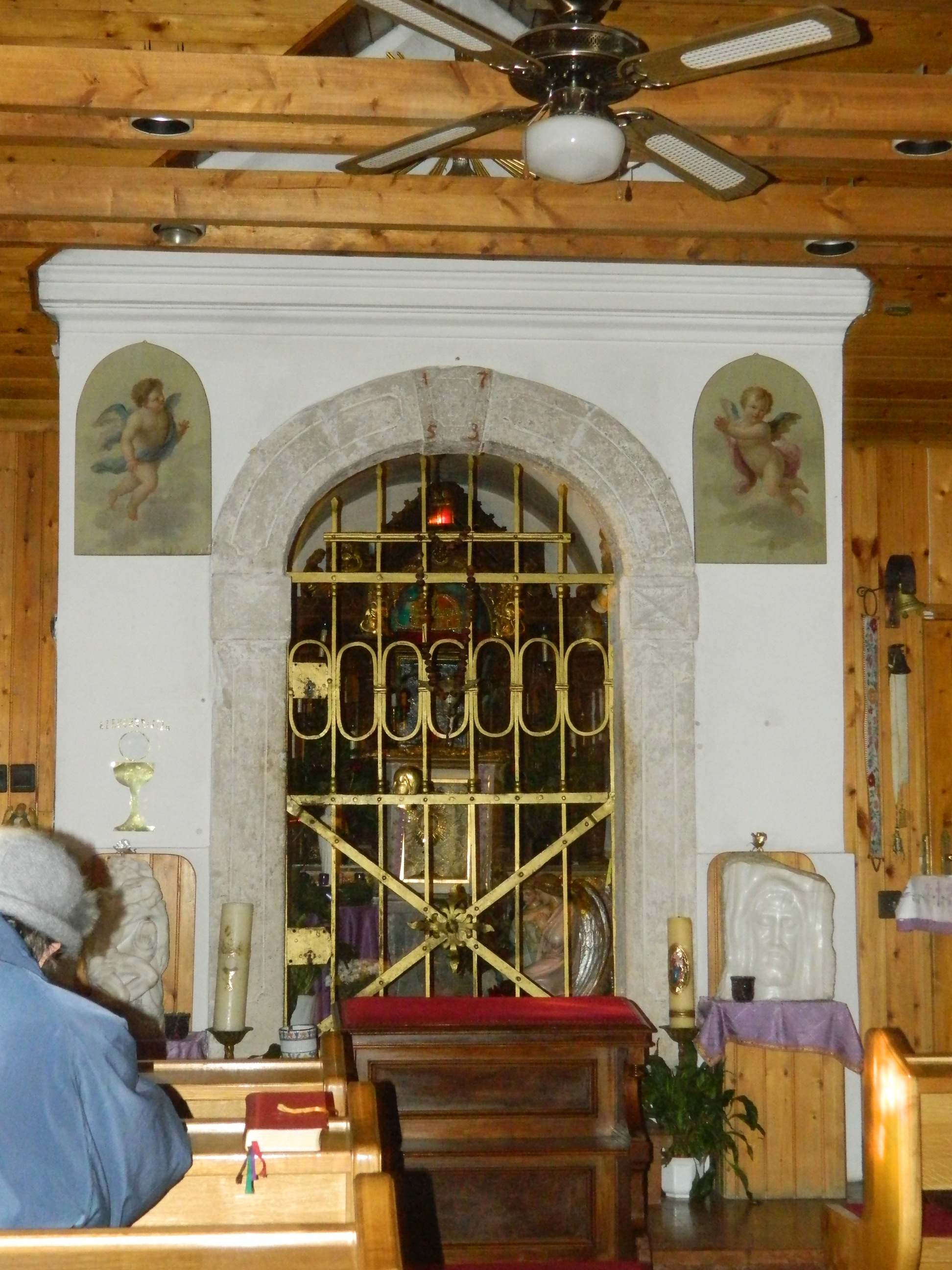
A 18. századi kápolna, a mai templom szentélye.
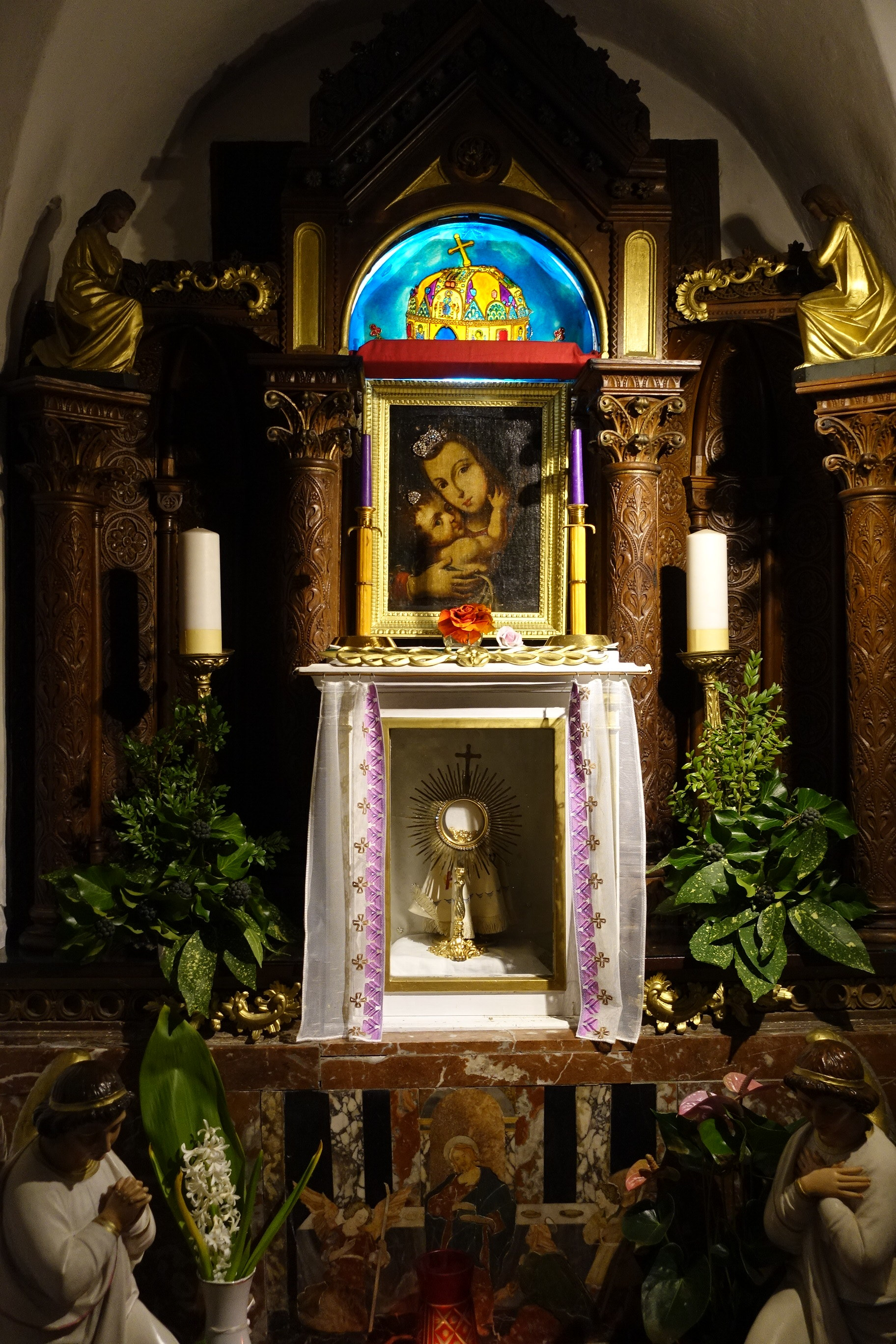
A templom szentélye
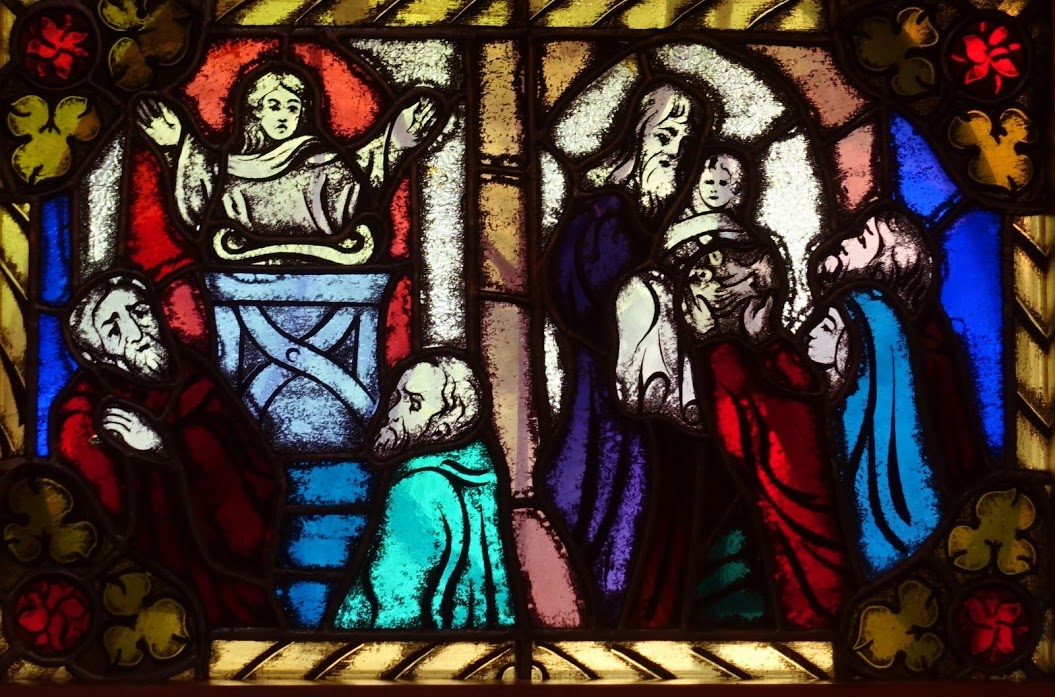
Üveg ablak
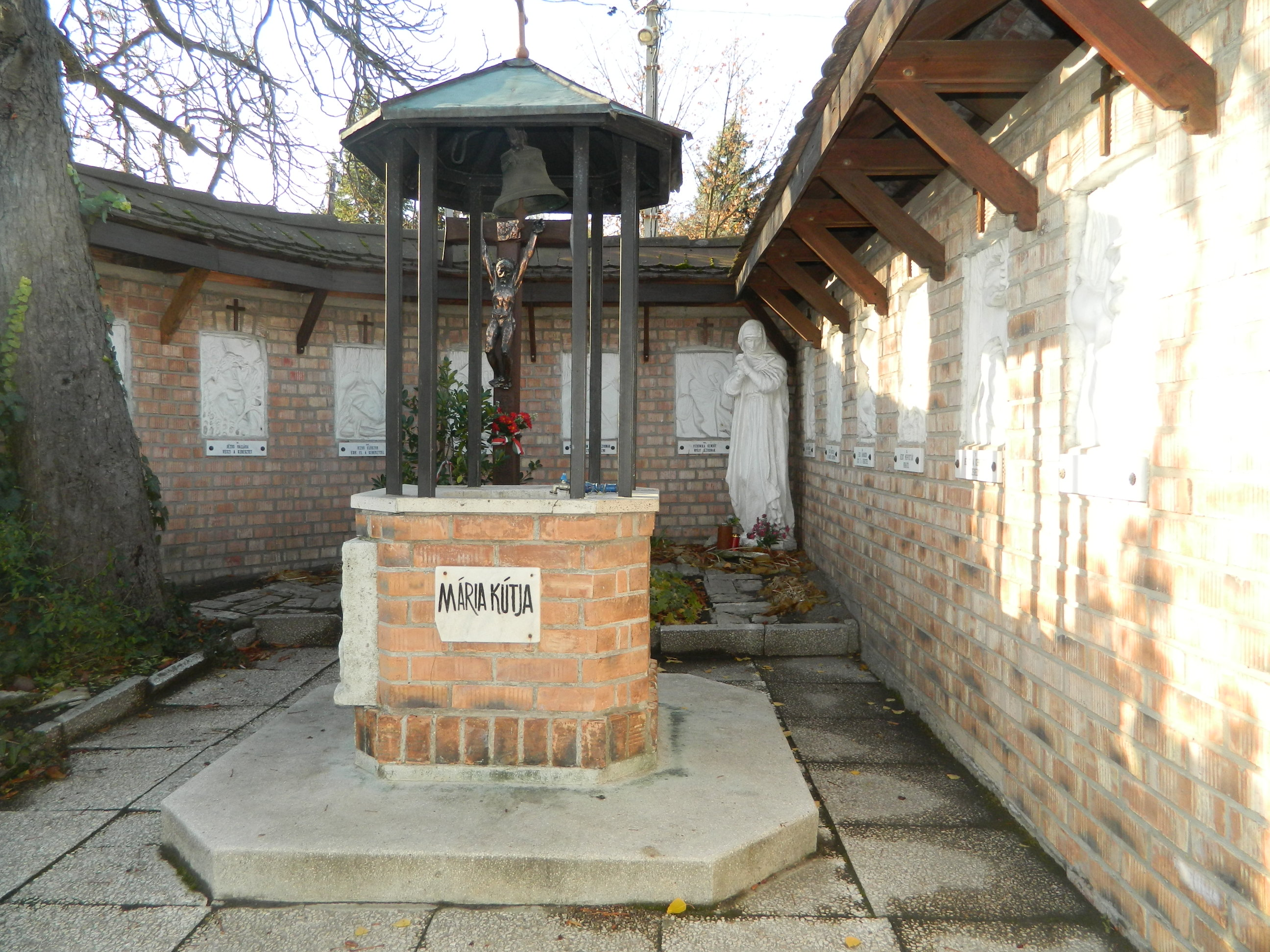
A Mária-kút belga zarándokok által ajándékozott carrarai márványból készült keresztúti állomásokkal.
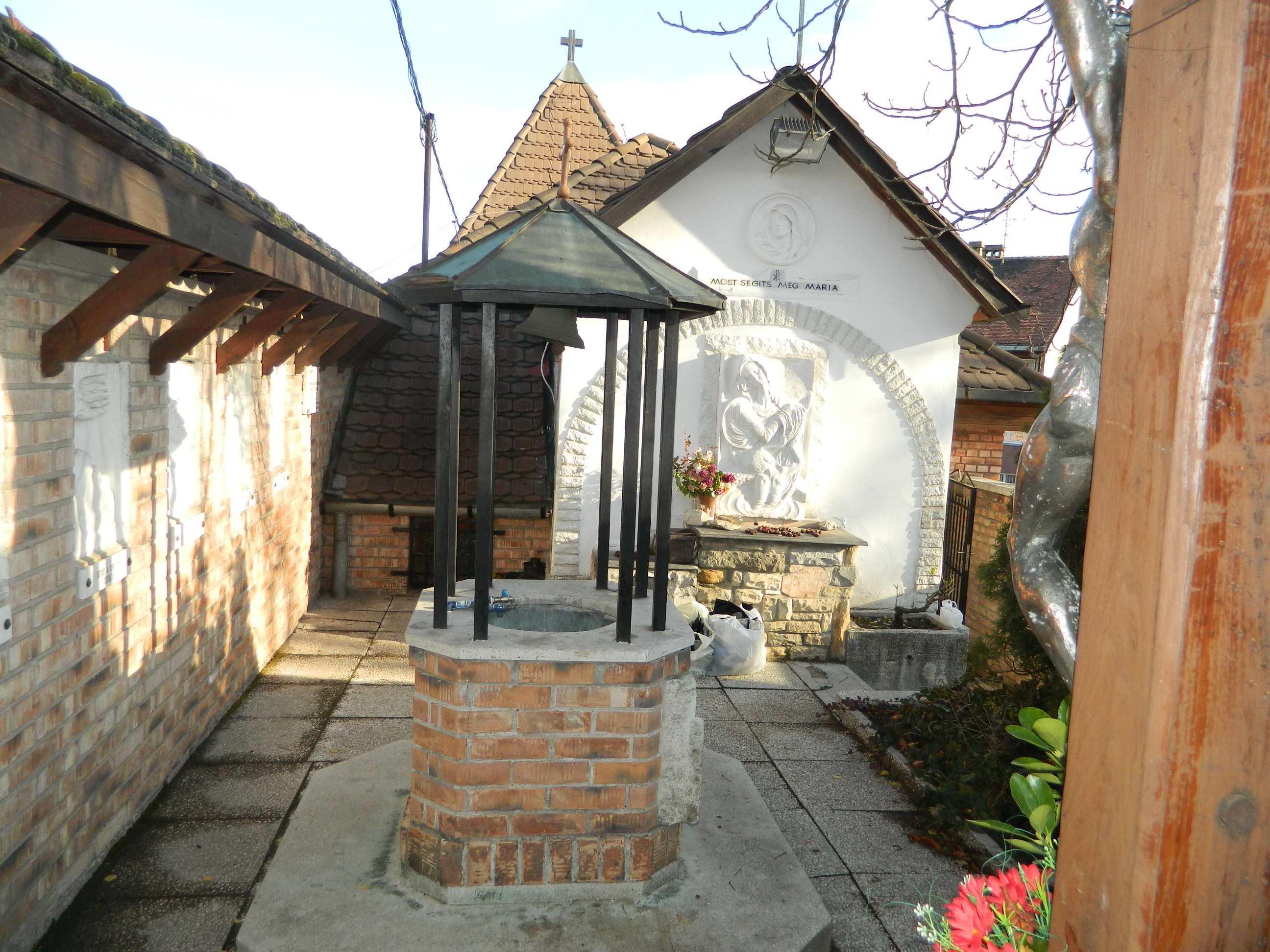
A Mária-kút háttérben a 18. századi kápolna épület.
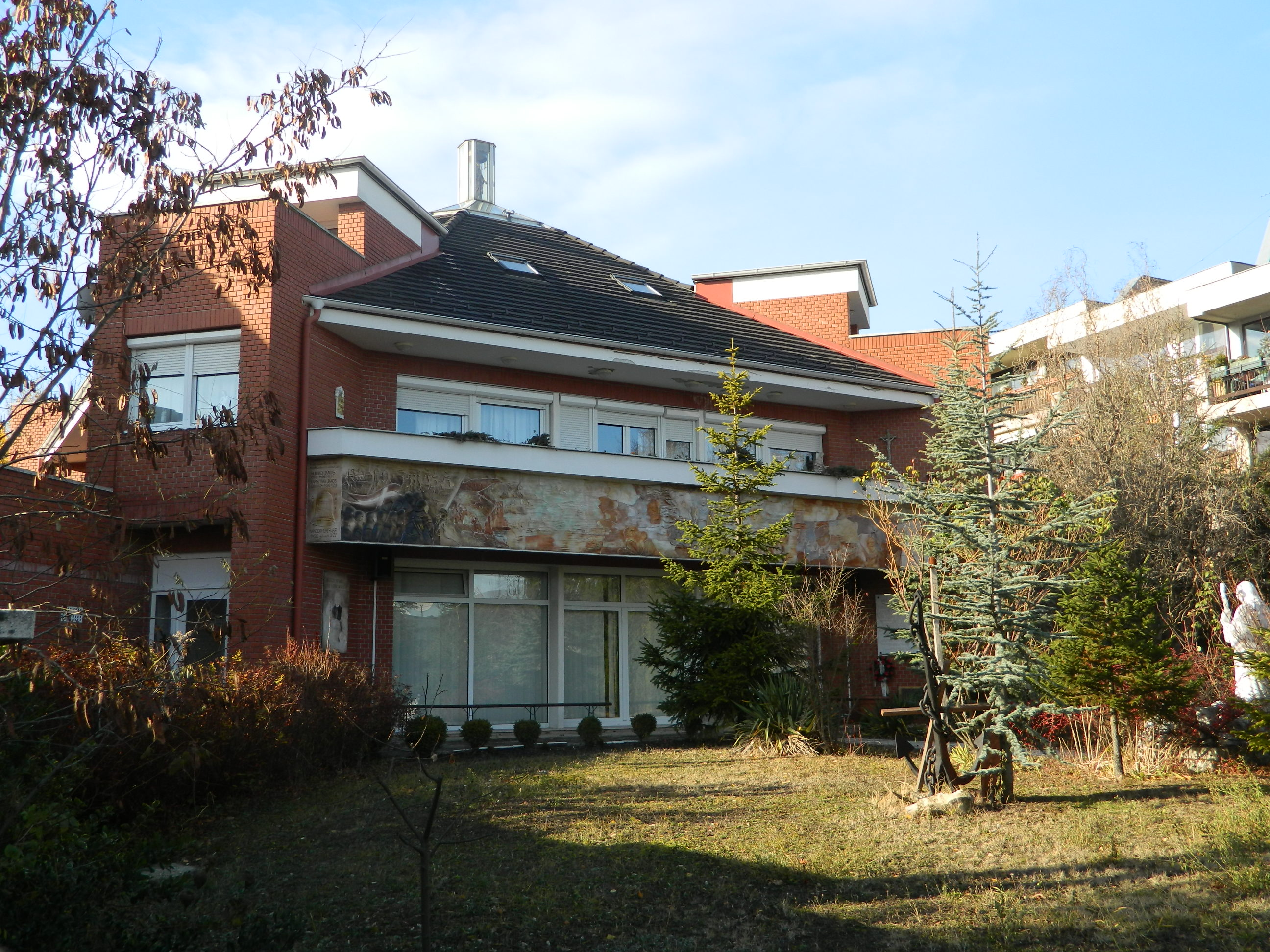
A "Táborhegy" zarándokház.
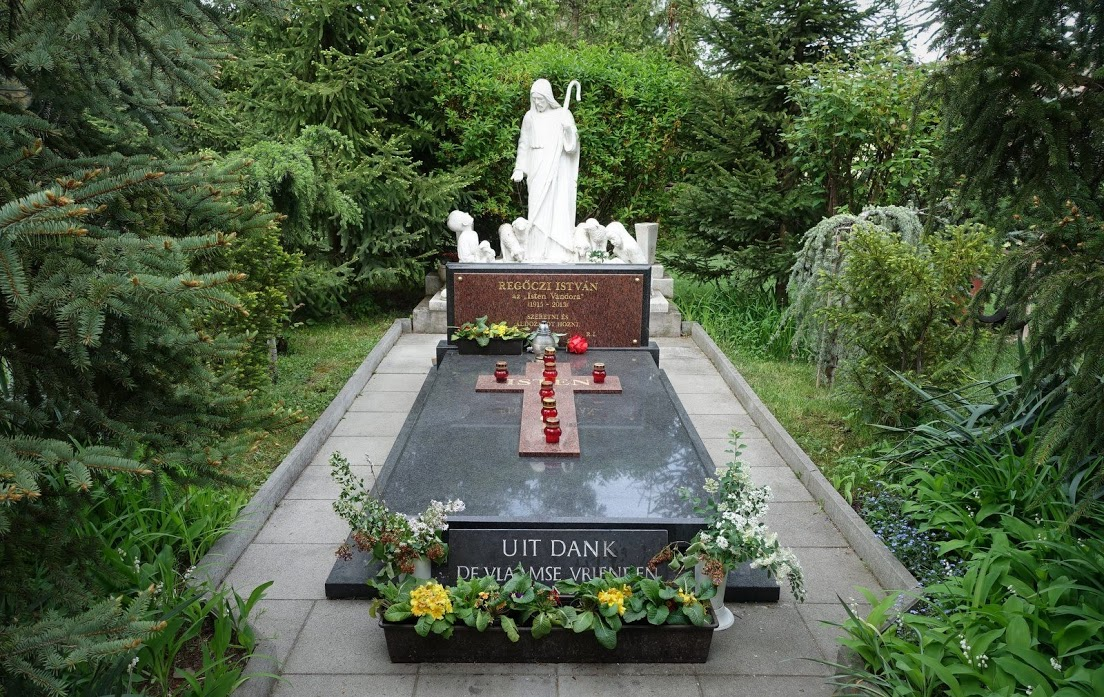
Regőczy atya sírja a templom kertjében